# Mark Skaife
Mark Stephen Skaife, né le 3 avril 1967 à Gosford, est un pilote australien. Il est quintuple vainqueur du championnat australien de voitures de tourisme, le V8 Supercars. Il a remporté six fois la plus prestigieuse course australienne, les 1 000 km de Bathurst. Le 29 octobre 2008, il a annoncé son retrait partiel du championnat, ne participant plus qu'aux courses d'endurance, dont la course de Bathurst, puis son retrait définitif à l'issue de la saison 2011.   

## Biographie
Mark Skaife est né à Gosford, en Nouvelle-Galles du Sud. Son père, Russel Skaife, était un pilote de course automobile. Il est marié et a trois enfants : Mitch, Mia et Tilly. 
En 2004, il a été décoré de L'Ordre d'Australie pour service rendu au sport automobile. En 2006, il établit le record de la vitesse la plus élevée pour un pick-up de série avec 277,16 km/h, record homologué par le Livre Guinness des records. Le record est établi dans la Zone interdite de Woomera au volant d'un HSV Maloo, version sportive du Holden Ute.
Il rejoint le Hall Of Fame du V8 Supercars en 2014.

## Carrière
Après avoir pratiqué le karting, Mark Skaife commence sa carrière automobile en 1984 au volant d'une Holden Torana, une berline sportive australienne construite en partie par son père. Les deux années suivantes, il court dans une série régionale, la Ford Laser Series, dans laquelle il termine à chaque fois vice-champion. 
Il devait faire ses débuts à Bathurst en 1986 aux côtés de Peter Williamson au volant d'une Toyota Supra, mais son coéquipier est victime d'un violent accident pendant les essais libres et la voiture est trop endommagée pour prendre le départ, obligeant l'équipe à déclarer forfait.

### Gibson Motor Sport
Il est recruté en 1987 par l'équipe Gibson Motor Sport. Cette année la l'écurie l'engage dans le championnat 2.0 litre, qu'il remporte au volant d'une Nissan Silvia, nommé Nissan Gazelle en Australie, ainsi qu'a Bathurst. Il est ensuite engagé en 1988 sur certaines courses de V8 Supercars, signant sa première victoire associé à Jim Richard. L'équipe l'engage à temps plein dans le championnat à partir de la saison 1989.

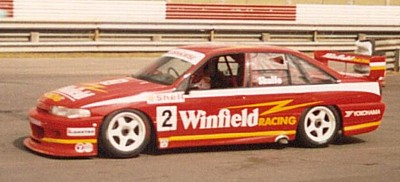
Mark Skaife en 1994

En 1991 il finit 2e du championnat derrière son coéquipier Jim Richard, les deux coéquipiers remportant ensemble la prestigieuse course de Bathurst, organisé hors championnat, en signant le record de la course, record seulement battu en 2003 par Mark Skaife associé à Craig Lowndes. En 1992, l'équipage Skaife-Richard gagne de nouveau Bathurst, et Mark Skaife remporte le premier de ses cinq championnats. En fin d'année, il prend part aux deux dernières manches du championnat de formule 3000, sa meilleure performance est une 16e place sur le circuit du Nogaro. 
En 1993, il remporte de nouveau la course de Bathurst. Il est choisi pour représenter avec Paul Radisich l'Australie lors de l'édition 1993 de la Coupe du monde des voitures de tourisme. À titre d'entrainement, il prend le départ d'une manche du Championnat de France de Supertourisme au Nogaro. Mark Skaife remporte son deuxième titre de champion en 1994, mais l’écurie perd son sponsor principal en fin de saison à la suite de l'interdiction de la publicité pour le tabac et ne peut rivaliser avec ses adversaires les années suivantes. 
En 1997, à la suite des difficultés de son écurie, il participe à la course de Bathurst au sein de l'équipe officiel Holden, associé à Peter Brock. L'équipage ne termine pas la course. Cette même année, il revient en France pour prendre le départ des 24 Heures du Mans mais l'équipage abandonne après 77 tours.

### Holden Racing Team

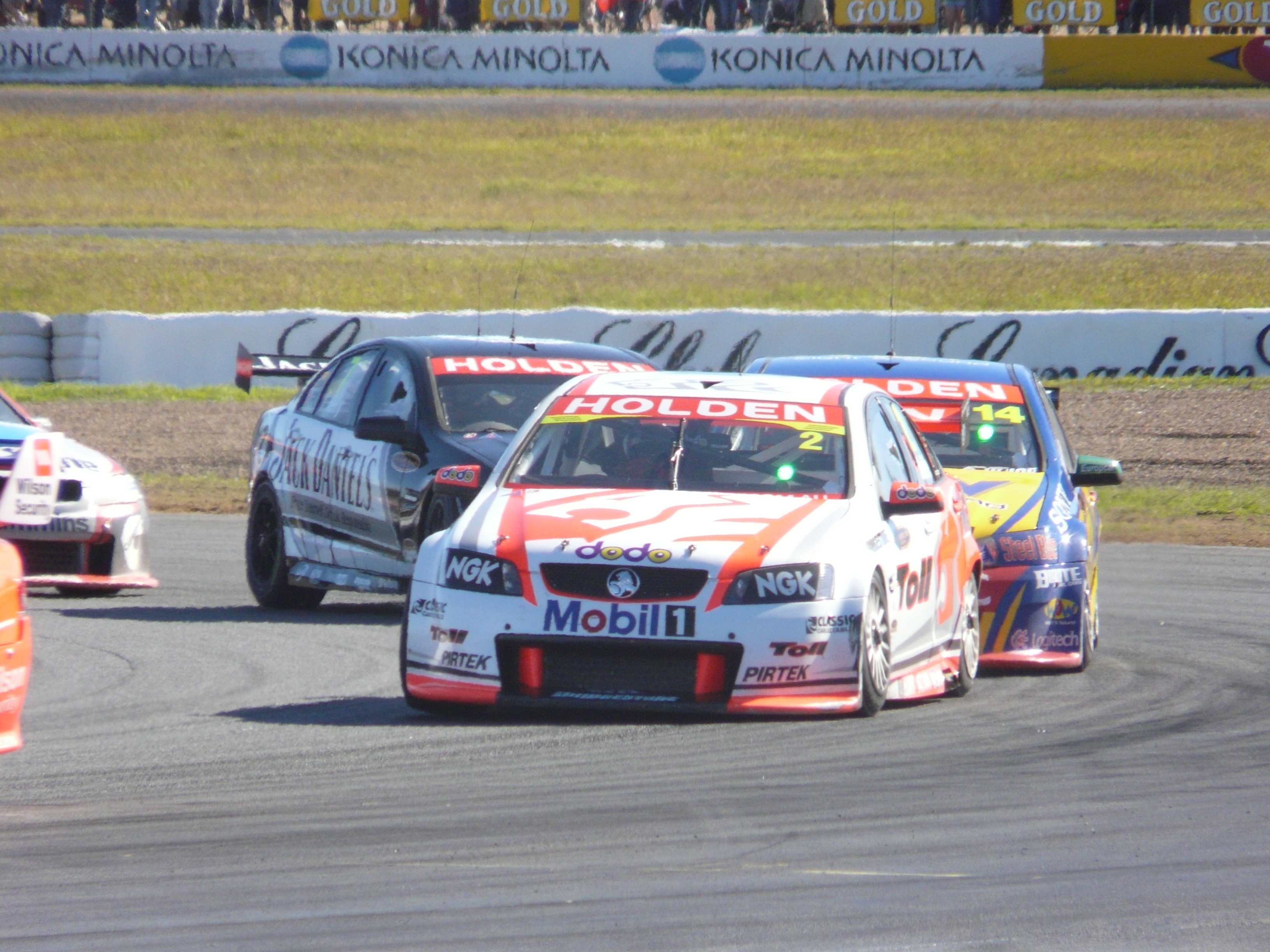
Mark Skaife au Queensland Raceway en 2008

Après sa participation à Bathurst au sein de l'équipe Holden, il rejoint l'équipe officielle à temps plein pour la saison 1998, où il est associé à Craig Lowndes. Il remporte son troisième titre en 2000, titre qu'il conserve en 2001 en ajoutant une nouvelle victoire à Bathurst, désormais intégré au championnat, à son palmarès. En 2002, il remporte sept des treize meeting de la saison, dont Bathurst, et son dernier championnat. 
En 2003, il finit troisième du championnat, puis en 2004 il termine douzième et ne remporte aucune victoire. Il remporte en 2005 pour la cinquième fois Bathurst, puis égalise en 2006 à Pukekoke le record de victoires en meeting détenu par Peter Brock, avant de le dépasser en 2007 à Eastern Creek. Cette même année, il prend le départ de sa 200e course en V8Supercars. Il remporte une dernière victoire en 2008.
En effet, le 29 octobre 2008, il annonce qu'il va prendre sa retraite, partielle, à la fin de la saison. Le meeting d'Oran Park 2008 marque ainsi la fin de sa dernière saison complète ainsi que la dernière utilisation de ce circuit avant sa démolition.

## Retraite
À partir de 2009, Mark Skaife ne participe qu'aux courses d'endurances. Cette année-là, il finit 4e à Bathurt, en équipe avec Greg Murphy.
En 2010, le V8 Supercars met en place une règle interdisant d'associés deux pilotes participant à temps plein au championnat. De ce fait, il fait équipe en 2010 et 2011 avec son ancien équipier Craig Lowndes au sein de l'écurie Red-Bull Australia. Pour 2010, l'equipage remporte les deux courses d'endurances, permettant à Mark Skaife de remporter sa 6e victoire à Bathurst. En 2011, ils remportent la course de Philip Island puis terminent deuxième à Bathurst à 0,2917 seconde des vainqueurs, plus petit écart enregistré à l'arrivée de cette course.
À partir de la fin de l'année 2011, il prend pour deux ans la présidence de la commission chargé du développement du V8 Supercars, mettant de facto un terme à sa carrière.
Après avoir participé à la création infructueuse d'un circuit urbain dans les rues de Canberra, il a conçu en 2009 le circuit d'Homebush, circuit urbain pour les voitures de tourisme situé dans le Parc Olympique de Sydney.
Il commente également les courses de V8 Supercars pour la télévision australienne.

## Palmarès

### V8 Supercars
| Année | Nom du championnat                      | Position | Voiture                                      | Équipe                        |
| ----- | --------------------------------------- | -------- | -------------------------------------------- | ----------------------------- |
| 1987  | Australian Touring Car Championship     | 17th     | Nissan Gazelle                               | Peter Jackson Nissan Racing   |
| 1989  | Australian Touring Car Championship     | 9th      | Skyline HR31 GTS-R                           | Nissan Motorsport Australia   |
| 1990  | Australian Touring Car Championship     | 14th     | Skyline HR31 GTS-R Nissan Skyline BNR32 GT-R | Nissan Motorsport Australia   |
| 1991  | Australian Touring Car Championship     | 2nd      | Nissan Skyline BNR32 GT-R                    | Nissan Motorsport Australia   |
| 1992  | Australian Touring Car Championship     | 1st      | Nissan Skyline BNR32 GT-R                    | Winfield Team Nissan          |
| 1993  | Australian Touring Car Championship     | 6th      | Holden VP Commodore                          | Winfield Racing               |
| 1994  | Australian Touring Car Championship     | 1st      | Holden VP Commodore                          | Winfield Racing               |
| 1995  | Australian Touring Car Championship     | 6th      | Holden VR Commodore                          | Winfield Racing               |
| 1996  | Australian Touring Car Championship     | 9th      | Holden VR Commodore                          | Gibson Motor Sport            |
| 1997  | Australian Touring Car Championship     | 13th     | Holden VS Commodore                          | Gibson Motor Sport            |
| 1998  | Australian Touring Car Championship     | 3rd      | Holden VS Commodore                          | Holden Racing Team            |
| 1999  | Shell Championship Series               | 3rd      | Holden VT Commodore                          | Holden Racing Team            |
| 2000  | Shell Championship Series               | 1st      | Holden VT Commodore                          | Holden Racing Team            |
| 2001  | Shell Championship Series               | 1st      | Holden VX Commodore                          | Holden Racing Team            |
| 2002  | V8Supercar Championship Series          | 1st      | Holden VX Commodore                          | Holden Racing Team            |
| 2003  | V8Supercar Championship Series          | 3rd      | Holden VY Commodore                          | Holden Racing Team            |
| 2004  | V8Supercar Championship Series          | 12th     | Holden VY Commodore                          | Holden Racing Team            |
| 2005  | V8Supercar Championship Series          | 5th      | Holden VZ Commodore                          | Holden Racing Team            |
| 2006  | V8Supercar Championship Series          | 16th     | Holden VZ Commodore                          | Holden Racing Team            |
| 2007  | V8Supercar Championship Series          | 8th      | Holden VE Commodore                          | Holden Racing Team            |
| 2008  | V8Supercar Championship Series          | 14th     | Holden VE Commodore                          | Holden Racing Team            |
| 2009  | V8 Supercar Championship Series         | 31st     | Holden VE Commodore                          | Tasman Motorsport             |
| 2010  | V8 Supercar Championship Series         | 33rd     | Holden VE Commodore                          | Triple Eight Race Engineering |
| 2011  | International V8 Supercars Championship | 29th     | Holden VE Commodore                          | Triple Eight Race Engineering |

### World Touring Car Championship
(Les courses en gras indiquent les pole position; les courses en italique indiquent les meilleurs tours en cours)
| Année | Ecurie                      | Voiture        | 1   | 2   | 3   | 4   | 5   | 6   | 7   | 8      | 9        | 10  | 11  | DC | Points |
| ----- | --------------------------- | -------------- | --- | --- | --- | --- | --- | --- | --- | ------ | -------- | --- | --- | -- | ------ |
| 1987  | Peter Jackson Nissan Racing | Nissan Gazelle | MNZ | JAR | DIJ | NUR | SPA | BNO | SIL | BAT 19 | CLD (en) | WEL | FJI | NC | 0      |

### Formule 3000
(Les courses en gras indiquent les pole position; les courses en italique indiquent les meilleurs tours en cours)
| Année | Ecurie             | 1   | 2   | 3   | 4   | 5   | 6   | 7   | 8   | 9      | 10      | DC | Points |
| ----- | ------------------ | --- | --- | --- | --- | --- | --- | --- | --- | ------ | ------- | -- | ------ |
| 1992  | 3001 International | SIL | PAU | CAT | PER | HOC | NÜR | SPA | ALB | NOG 16 | MAG RET | NC | 0      |

### 24 Heures du Mans
| Année | Pos.   | Catégorie | N° | Ecurie                  | Pilotes                    | Châssis          | Pneus | Tours |
| Année | Pos.   | Catégorie | N° | Ecurie                  | Pilotes                    | Moteur           | Pneus | Tours |
| ----- | ------ | --------- | -- | ----------------------- | -------------------------- | ---------------- | ----- | ----- |
| 1997  | 40 DNF | GT1       | 46 | Newcastle United Lister | Julian Bailey Thomas Erdos | Lister Storm GTL | D     | 77    |
| 1997  | 40 DNF | GT1       | 46 | Newcastle United Lister | Julian Bailey Thomas Erdos | Jaguar 7.0L V12  | D     | 77    |